# E.A. Martin
E.A. Martin, nato Edgar Allen Martin (17 settembre 1875 – 25 luglio 1926), è stato un regista e sceneggiatore statunitense.
Iniziò a lavorare nel cinema come sceneggiatore, firmando nel 1911 un film della Selig Polyscope Company. Debuttò nella regia due anni più tardi, nel 1913. Regista di genere, nella sua carriera, diresse circa settanta pellicole. 

## Filmografia

### Regista
- Their Stepmother – cortometraggio (1913)
- The Woodfire at Martin's – cortometraggio (1913)
- Mrs. Hilton's Jewels – cortometraggio (1913)
- The Fighting Lieutenant – cortometraggio (1913)
- The Beaded Buckskin Bag – cortometraggio (1913)
- In God We Trust – cortometraggio (1913)
- The Trail of Cards – cortometraggio (1913)
- The Acid Test – cortometraggio (1913)
- The Flight of the Crow – cortometraggio (1913)
- The Redemption of Railroad Jack – cortometraggio (1913)
- John Bousall of the U.S. Secret Service – cortometraggio (1913)
- Destiny of the Sea – cortometraggio (1913)
- Movin' Pitchers – cortometraggio (1913)
- A Message from Home – cortometraggio (1913)
- An Equal Chance – cortometraggio (1913)
- Hilda of Heron Cove – cortometraggio (1913)
- Cupid Makes a Bull's Eye – cortometraggio (1913)
- With Eyes So Blue and Tender – cortometraggio (1913)
- Pietro the Pianist – cortometraggio (1914)
- His Guiding Spirit – cortometraggio (1914)
- Thou Shalt Not Kill – cortometraggio (1914)
- The Evil We Do – cortometraggio (1914)
- The Game of Life – cortometraggio (1914)
- On the Minute – cortometraggio (1914)
- Somebody's Sister – cortometraggio (1914)
- The Captain's Chair – cortometraggio (1914)
- His Last Appeal – cortometraggio (1914)
- The Substitute Heir – cortometraggio (1914)
- In Tune with the Wild – cortometraggio (1914)
- The Skull and the Crown – cortometraggio (1914)
- Meller Drammer – cortometraggio (1914)
- If at First You Don't Succeed – cortometraggio (1914)
- When a Woman's 40 – cortometraggio (1914)
- The Decision of Jim O'Farrell – cortometraggio (1914)
- Pawn Ticket '913' – cortometraggio (1914)
- The Missing Page – cortometraggio (1914)
- For Love of Him – cortometraggio (1914)
- The Loyalty of Jumbo – cortometraggio (1914)
- Her Victory Eternal – cortometraggio (1914)
- The Man Hater – cortometraggio (1914)
- The Rajah's Vacation – cortometraggio (1914)
- The Grate Impeeryul Sirkus – cortometraggio (1914)
- The Fatal Note – cortometraggio (1914)
- The Lion Hunter – cortometraggio (1914)
- The Mystery of the Seven Chests – cortometraggio (1914)
- The Champion Bear Slayer – cortometraggio (1914)
- The Old Code – cortometraggio (1915)
- The Leopard's Lair – cortometraggio (1915)
- The Bugle Call – cortometraggio (1915)
- Love and the Leopard – cortometraggio (1915)
- The Millionaire Cabby – cortometraggio (1915)
- Perils of the Jungle – cortometraggio (1915)
- A Night in the Jungle – cortometraggio (1915)
- The Gentleman Burglar – cortometraggio (1915)
- The Strenght of a Samson – cortometraggio (1915)
- Lonely Lovers – cortometraggio (1915)
- Beautiful Belinda – cortometraggio (1915)
- The War o' Dreams – cortometraggio (1915)
- The Adventure Hunter – cortometraggio (1915)
- The Prima Donna's Mother – cortometraggio (1915)
- Hartney Merwin's Adventure – cortometraggio (1915)
- Delayed in Transit  – cortometraggio (1917)
- The Heart of Texas Ryan (1917)
- The Saddle Girth, co-regia di Tom Mix – cortometraggio (1917)
- The African Jungle – cortometraggio (1917)
- In After Years – cortometraggio (1917)
- La città perduta (The Lost City) - serial cinematografico (1920)
- La prigioniera della jungla (The Jungle Princess) (1920)
- Miracles of the Jungle, co-regia di James Conway - serial cinematografico (1921)

### Sceneggiatore
- The Rival Stage Lines, regia di Francis Boggs – cortometraggio (1911)
- The Fighting Lieutenant, regia di E.A. Martin – cortometraggio (1913)
- The Redemption of Railroad Jack, regia di E.A. Martin – cortometraggio (1913)
- In Tune with the Wild, regia di E.A. Martin – cortometraggio (1914)
- The Old Code, regia di E.A. Martin – cortometraggio (1915)
- Miracles of the Jungle